# 曹山寺
曹山寺，是位于福建省福州市罗源县飞竹镇丰余村西的一个清代古建筑，1986年入选第二批罗源县文物保护单位。
曹山寺始建于五代后周显德三年（956年），清道光十六年（1836年）拓基扩建，建筑面积639.29平方米。山门、两庑廊、钟鼓楼和大殿皆保存完好，面宽19.56米，进深32.65米，寺后原有两座宋元僧尼藏骨塔，后有一座遭盗。